# Sumatrotritia murphyi
Sumatrotritia murphyi är en kvalsterart som beskrevs av Sandór Mahunka 1999. Sumatrotritia murphyi ingår i släktet Sumatrotritia och familjen Euphthiracaridae. Inga underarter finns listade i Catalogue of Life.